# Edessena
Edessena — рід совкових з підродини совок-п'ядунів.

## Поширення
Поширені в Маньчжурській області Палеарктики і в Орієнтальній області.

## Опис
Розмах крил перевищує 38 мм. Перев'язі на крилах темні, неясні. Підкрайова лінія передніх крил неясна темна, іноді зі світлими крапками. У самців хоботок нормальний довгий, але оскільки є загнутим назад, не досягає основи голови.

## Систематика
У складі роду:
- Edessena formosensis Strand, 1920
- Edessena gentuisalis Walker, 1859
- Edessena hameda Felder, 1872-1874